# Universal Soldiers
Pour plus de détails, voir Fiche technique et Distribution.
Universal Soldiers est un film américain réalisé par Griff Furst, sorti en 2007. Il a été distribué par The Asylum,.

## Synopsis
Le gouvernement américain lance un programme visant à créer des super soldats cybernétiques génétiquement modifiés, mais cela tourne mal lorsque les sujets testés s’échappent de leurs cellules de détention. Le centre d’expérimentation est situé sur une île dans un endroit non divulgué. Une équipe de Marines est traquée par les soldats universels expérimentaux, qui leur sont génétiquement et physiquement supérieurs. Les Universal Soldiers, parfois appelés « UNISOL » (un acronyme également utilisé dans la série de films Universal Soldier) sont contrôlés par des masques métalliques informatisés qui couvrent le côté gauche de leur visage. Pour agir de manière indépendante, les soldats doivent arracher le masque, mutilant ainsi leur visage. La plupart portent des combinaisons noires avec une armure sur la poitrine, les épaules et les épines et possèdent des capacités surhumaines. Ils peuvent se déplacer assez vite pour ne pas être vus et sauter si haut et si loin qu’ils semblent voler, bien qu’ils ne soient pas capables de voler véritablement.
Les Marines tentent de survivre aux attaques des Unisols, ainsi qu’aux personnalités et stratégies conflictuelles des uns et des autres. Une grande partie de l’histoire est centrée sur certains personnages qui essaient de trouver une armurerie et d’établir une défense, tandis que les personnages plus scientifiques essaient plutôt de trouver le bunker d’où vient leur ennemi. La nature des Soldats Universels n’est jamais clairement expliquée, et chacun est apparemment légèrement plus avancé que le précédent. Au moins deux d’entre eux semblent être des cadavres réanimés, ou du moins ils partagent une ressemblance avec les personnages de « morts-vivants » vus dans les films d'horreur modernes. Ils ont une peau bleutée pâteuse qui semble ridée et peut-être cassante. Au moins certains d’entre eux peuvent avoir un endo-squelette métallique robotique, bien que cela ne soit suggéré que par l’apparition de l'« unité » finale, la plus avancée, qui est un squelette robotique de 25 pieds de haut (qui ressemble à un T-800 de Terminator). Il est apparemment incomplet et il était peut-être destiné à avoir la même enveloppe de chair humaine que les plus petits soldats, puisque sa structure métallique non protégée est vulnérable aux attaques de missiles et à l’électricité.

## Distribution
- Kristen Quintrall : soldat de 1re classe Kate Riley
- Dario Deak : Joe Ellison
- Jason S. Gray : le lieutenant Clarke
- Rick Malambri : le lieutenant Ash
- Angela Vitale : Anne
- Kevin Kazakoff : Dr Frank DeMicco
- Noel Thurman : le docteur Woods
- Randy Mulkey : le major Clifton
- Cameron Gordon : Brian
- Justin Jones : le professeur Mueller
- Rob Filson : un soldat universel
- Matthew Wise : soldat de 1re classe David Brian